# Coco (album)
Coco là album phòng thu đầu tay của nữ ca sĩ kiêm sáng tác người Mỹ Colbie Caillat. Album này được phát hành vào ngày 17 tháng 7 năm 2007 tại Hoa Kỳ, mở đầu tại vị trí thứ 5 trên Billboard 200 với doanh số 51.000 bản trong tuần đầu tiên ra mắt. Album sau đó được chứng nhận 2 lần Bạch kim bởi RIAA khi đạt ngưỡng 2 triệu bản.
Đĩa đơn đầu tiên trích từ album, "Bubbly" là một thành công vang dội về mặt thương mại, tiếp nối bằng đĩa đơn thứ hai mang tên "Realize" và đĩa đơn thứ ba, cũng là đĩa đơn cuối cùng tại thị trường Hoa Kỳ mang tên "The Little Things". Đây vẫn đang là album bán chạy nhất của Caillat tính đến thời điểm hiện nay, vượt mốc 2.100.000 bản tại Hoa Kỳ và tổng cộng hơn 3 triệu bản trên toàn thế giới. Caillat đã quảng bá album này với chuyến lưu diễn Coco World Tour.

## Danh sách bài hát
| STT | Nhan đề             | Sáng tác                     | Thời lượng |
| --- | ------------------- | ---------------------------- | ---------- |
| 1.  | "Oxygen"            | Colbie Caillat, Jason Reeves | 3:51       |
| 2.  | "The Little Things" | Caillat, Reeves              | 3:46       |
| 3.  | "One Fine Wire"     | Mikal Blue, Caillat, Reeves  | 3:37       |
| 4.  | "Bubbly"            | Caillat, Reeves              | 3:17       |
| 5.  | "Feelings Show"     | Blue, Caillat, Reeves        | 3:10       |
| 6.  | "Midnight Bottle"   | Caillat, Reeves              | 3:41       |
| 7.  | "Realize"           | Blue, Caillat, Reeves        | 4:05       |
| 8.  | "Battle"            | Blue, Caillat                | 4:03       |
| 9.  | "Tailor Made"       | Caillat, Reeves              | 4:30       |
| 10. | "Magic"             | Caillat, Reeves              | 3:25       |
| 11. | "Tied Down"         | Caillat, Reeves              | 3:07       |
| 12. | "Capri"             | Caillat                      | 3:04       |

| Các bài hát bổ sung | Các bài hát bổ sung                            | Các bài hát bổ sung | Các bài hát bổ sung |
| STT                 | Nhan đề                                        | Sáng tác            | Thời lượng          |
| ------------------- | ---------------------------------------------- | ------------------- | ------------------- |
| 13.                 | "Older" (bài hát bổ sung trên Cửa hàng iTunes) | Blue, Caillat       | 3:35                |
| 14.                 | "Dreams Collide" (phiên bản đặc biệt tại Anh)  | Caillat             | 4:04                |

| Phiên bản đặc biệt tại Anh | Phiên bản đặc biệt tại Anh                                                          | Phiên bản đặc biệt tại Anh | Phiên bản đặc biệt tại Anh |
| STT                        | Nhan đề                                                                             | Sáng tác                   | Thời lượng                 |
| -------------------------- | ----------------------------------------------------------------------------------- | -------------------------- | -------------------------- |
| 13.                        | "Tell Him" (trình diễn trực tiếp) thể hiện lại từ Lauryn Hill)                      | Lauryn Hill                | 4:53                       |
| 14.                        | ""Somethin' Special (Bản phối của Beijing Olympic)"" (bản phối của Beijing Olympic) | Blue, Caillat              | 3:06                       |
| 15.                        | "Turn Your Lights Down Low" (trình diễn trực tiếp) (thể hiện lại từ Bob Marley)     | Bob Marley                 | 5:57                       |
| 16.                        | "Bubbly" (phiên bản mộc)                                                            |                            | 3:33                       |
| 17.                        | "Magic" (phiên bản piano)                                                           |                            | 3:20                       |
| 18.                        | "Dreams Collide"                                                                    |                            | 4:04                       |

| Coco: Summer Sessions (Cửa hàng iTunes - EP) / các bản đính kèm trong phiên bản đặc biệt tại Hoa Kỳ | Coco: Summer Sessions (Cửa hàng iTunes - EP) / các bản đính kèm trong phiên bản đặc biệt tại Hoa Kỳ | Coco: Summer Sessions (Cửa hàng iTunes - EP) / các bản đính kèm trong phiên bản đặc biệt tại Hoa Kỳ | Coco: Summer Sessions (Cửa hàng iTunes - EP) / các bản đính kèm trong phiên bản đặc biệt tại Hoa Kỳ |
| STT                                                                                                 | Nhan đề                                                                                             | Sáng tác                                                                                            | Thời lượng                                                                                          |
| --------------------------------------------------------------------------------------------------- | --------------------------------------------------------------------------------------------------- | --------------------------------------------------------------------------------------------------- | --------------------------------------------------------------------------------------------------- |
| 1.                                                                                                  | "Tell Him" (trình diễn trực tiếp)                                                                   | | 4:53                                                                                                |
| 2.                                                                                                  | "Brand New Me"                                                                                      | Theresa Bell, Jerry Butler, Kenneth Gamble                                                          | 3:21                                                                                                |
| 3.                                                                                                  | "Somethin' Special" (bản phối của Beijing Olympic)                                                  | Blue, Caillat                                                                                       | 3:06                                                                                                |
| 4.                                                                                                  | "Circles"                                                                                           | Blue, Caillat                                                                                       | 3:53                                                                                                |
| 5.                                                                                                  | "Hoy Me Voy" (hợp tác cùng Juanes)                                                                  | Caillat, García DeEnterria, Juanes, Emmanuel Lehmann                                                | 3:25                                                                                                |
| 6.                                                                                                  | "Turn Your Lights Down Low" (trình diễn trực tiếp)                                                  | | 5:57                                                                                                |
| 7.                                                                                                  | "Magic" (phiên bản piano)                                                                           | | 3:20                                                                                                |
| 8.                                                                                                  | "Bubbly" (phiên bản mộc)                                                                            | | 3:33                                                                                                |

## Tiếp nhận
| Đánh giá chuyên môn | Đánh giá chuyên môn |
| Nguồn đánh giá      | Nguồn đánh giá      |
| Nguồn               | Đánh giá            |
| ------------------- | ------------------- |
| Allmusic            | [ 1 ]               |
| Rolling Stone       | [ 4 ]               |
| Slant               | [ 5 ]               |
| Blog Critics        | [ 6 ]               |
| Canal Pop           | [ 7 ]               |

Côc nhận được những đánh giá trái chiều từ phía các nhà phê bình âm nhạc. Trang mạng Allmusic khen ngợi việc "cô ấy hát về những điều bình dị mà ta thấy hằng ngày theo một cách khiêm tốn, cứ để giai điệu ấy cùng sức quyến rũ của một cô gái thân thiện như cô tỏa sáng". Chuck Arnold từ tạp chí People cảm nhận "cho dù những bài hát mang tốc độ trung này nghe như sắp bắt đầu lẫn lộn vào nhau, nhưng cô gái từ California này lại giữ nguyên được những âm thanh dễ chịu khắp album." Caryn Ganz từ Rolling Stonecho rằng Callat sở hữu "một hướng đi đầy nội cảm, nhưng cô tạo nên sự tách biệt từ hàng tá những người khác, với những giai điệu vui tuơi, thật sự khó để có thể kìm cô xuống."

## Diễn biến thương mại
| Bảng xếp hạng (2007)             | Thứ hạng cao nhất | Chứng nhận  | Doanh số  |
| -------------------------------- | ----------------- | ----------- | --------- |
| U.S. Billboard 200               | 5                 | 2× Bạch kim | 2,070,920 |
| UK Albums Chart                  | 44                | —           |           |
| French Album Chart               | 15                | Vàng        | 75,000+   |
| Norwegian Album Chart            | 6                 | —           |           |
| Danish Album Chart               | 8                 | —           |           |
| Swedish Album Chart              | 15                | —           |           |
| Dutch Album Chart                | 11                | —           |           |
| New Zealand RIANZ Albums Chart   | 12                | —           |           |
| Australian ARIA Albums Chart     | 13                | Vàng        | 35,000+   |
| German Albums Chart              | 15                | —           |           |
| Swiss Albums Chart               | 23                | Vàng        | 15,000+   |
| Greek International Albums Chart | 30                | —           |           |
| Brazilian Albums Chart           | 4                 | —           |           |
| Portuguese Albums Chart          | 12                | —           |           |
| Austrian Albums Chart            | 26                | —           |           |
| Japanese Albums Chart            | 25                | —           |           |

## Lịch sử phát hành
| Quốc gia | Ngày                |
| -------- | ------------------- |
| Hoa Kỳ   | 17 tháng 7 năm 2007 |
| Anh Quốc | 10 tháng 8 năm 2007 |
| châu Âu  | 14 tháng 3 năm 2008 |